# Rapatea membranacea
Rapatea membranacea är en gräsväxtart som beskrevs av Bassett Maguire. Rapatea membranacea ingår i släktet Rapatea och familjen Rapateaceae. Inga underarter finns listade i Catalogue of Life.